# Bom Jesus do Galho (kommun)
Bom Jesus do Galho är en kommun i Brasilien.   Den ligger i delstaten Minas Gerais, i den sydöstra delen av landet, 700 km sydost om huvudstaden Brasília. Antalet invånare är 15 376.
Följande samhällen finns i Bom Jesus do Galho:
- Bom Jesus do Galho

Omgivningarna runt Bom Jesus do Galho är huvudsakligen savann. Runt Bom Jesus do Galho är det ganska glesbefolkat, med 30 invånare per kvadratkilometer.